# Theodor Oskar Rubeli
Theodor Oskar Rubeli (* 4. März 1861 in Tschugg; † 3. Februar 1952 in Bern, reformiert, heimatberechtigt in Tschugg) war ein Schweizer Veterinärmediziner.

## Leben
Theodor Oskar Rubeli wurde am 4. März 1861 in Tschugg als Sohn des Gutsinspektors Johann Rubeli und der Maria Catharina geborene Tribolet geboren. Theodor Oskar Rubeli nahm die Studien der Tierheilkunde und Medizin in Bern und Berlin auf, bevor er 1889 den akademischen Grad eines Dr. med. erwarb.
In der Folge wirkte Rubeli zunächst ab 1887 als Lektor, anschliessend von 1889 bis 1931 als ordentlicher Professor der Anatomie an der Tierarzneischule Bern beziehungsweise veterinärmedizinischen Fakultät. Dazu amtierte Rubeli zwischen 1914 und 1915 als Rektor der Universität Bern.
Theodor Oskar Rubeli machte sich vor allem einen Namen als Erforscher der Anatomie des Kuheuters. Dazu zeichnete er mit Erfolg verantwortlich  für die akademische Ausbildung der Tierärzte und hatte seinen Anteil, dass an der Universität Bern im Jahr 1900 die weltweit erste veterinärmedizinische  Fakultät entstand.
Theodor Oskar Rubeli heiratete 1886 Maria Margaretha, die Tochter des Heinrich Bühler. Er starb am 3. Februar 1952 einen Monat vor Vollendung seines 91. Lebensjahres in Bern.